# الیزابت دیلینگ

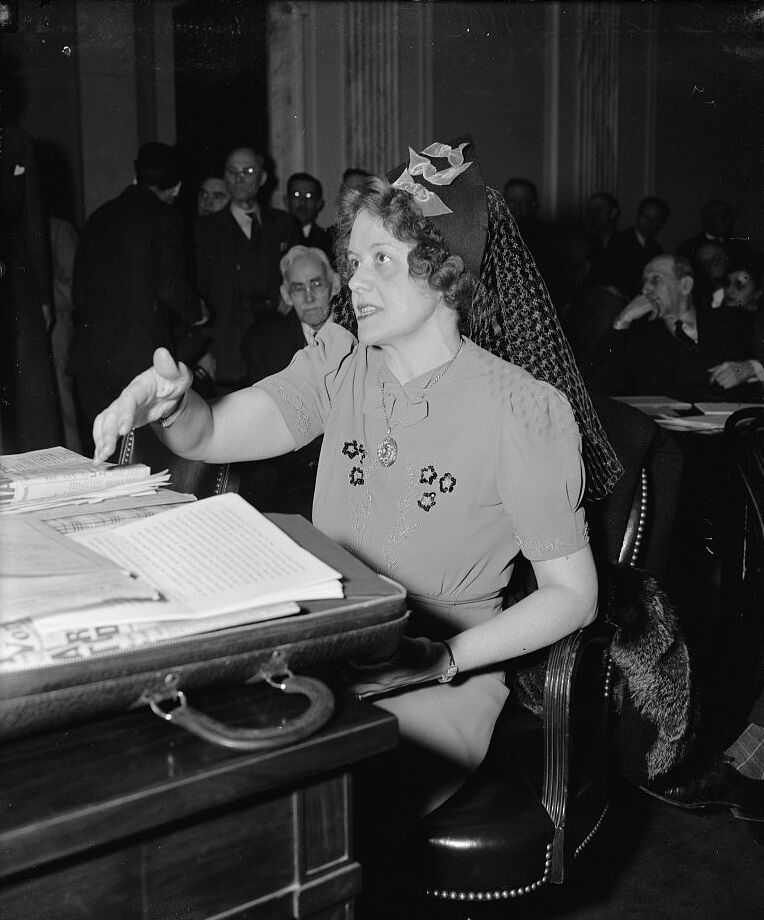
الیزابت دیلینگ

الیزابت دیلینگ (انگلیسی: Elizabeth Dilling) یک فعال آمریکایی ضد کمونیست و بعداً ضد یهودی و ضد جنگ بود. در سال ۱۹۴۴ دادگاهی علیه وی تشکیل شد.
او چهار کتاب سیاسی نوشت و معتقد بود که مارکسیسم و یهودیت یک چیز هستند.

## زندگینامه
الیزابت دیلینگ به نام الیزابت کرکپاتریک در شیکاگو به دنیا آمد. پدر او یک پزشک بود و مادر او از نسل کشیشهای آنجلیکان بود. در سال ۱۹۱۸ او با آلبرت دیلینگ ازدواج کرد. دیلینگ بسیار ثروتمند بود و مبلغ زیادی از خانواده او به او رسیده بود.

## فعالیتهای ضد کمونیستی
خانواده دیلینگ به مسافرتهای زیادی رفتند. در سال ۱۹۳۱ آنها از شوروی بازدید کردند و از شرایط این کشور بسیار تحت تأثیر منفی قرار گرفتند. وقتی دیلینگ به ایالات متحده بازگشت تلاش زیادی کرد که به کارگران آمریکایی نشان دهد که شوروی بهشت کارگران نیست. او در سالهای ۱۹۳۲ تا ۱۹۳۴ شروع به فعالیتهای ضد کمونیستی به کمک مارشال هادلی کرد؛ ولیکن به دلیل اعتقادات ضد یهودی هادلی از او جدا شد (حال آنکه بعدها دیلینگ بسیار منفیتر از هادلی نسبت به یهودیان شد).
دیلینگ از سال ۱۹۳۴ تمامی وقت خود را صرف مبارزه با کمونیسم کرد. او معتقد بود که آلبرت انشتین نیز یک کمونیست است. او معتقد بود که نازیها حق داشتند که اموال انشتین را در آلمان ضبط کنند زیرا او یک کمونیست و خائن بوده است. او از سالهای ۱۹۴۰ معتقد به نقش زیاد یهودیان در کمونیسم شد و به مخالفت با اتحادیه ضد افترا به عنوان یک سازمان کمونیستی پرداخت. از این زمان او یهودیان را مسئول تمامی مشکلات دنیا دانست و شروع به انتقاد شدید از کتاب تلمود نمود.
در زمانی که بحث در مورد شرکت ایالات متحده در جنگ جهانی دوم بالا گرفت دیلینگ با سایر یهودستیزان در تلاش برای جلوگیری از حضور نظامی آمریکا بود.
بعد از اینکه حملات پرل هاربور صورت گرفت دیلینگ به اتهام خیانت مورد محاکمه قرار گرفت؛ ولیکن این محاکمه بعداً لغو شد. در سال ۱۹۴۳ او از همسر اول خود آلبرت دیلینگ جدا شد. بعد او با جرمیا استوکز ازدواج کرد و به کمک او کتاب معروف یهودستیزانه‌ای به نام «نقشه علیه مسیحیت» را نوشت که در آن ۲۰۰ صفحه از صفحات تلمود نسخه سونسینو مورد نقد قرار گرفته است.